# 夏朗德河畔圣伊里耶
夏朗德河畔圣伊里耶（法語：Saint-Yrieix-sur-Charente，法語發音：[sɛ̃.t‿iʁjɛks syʁ ʃaʁɑ̃t]）是法国夏朗德省的一个市镇，属于昂古莱姆区。

## 地名
该地得名于夏朗德河与利穆赞的伊里耶。
该地名中“Yrieix”的“x”传统上是不发音的，如圣伊里耶拉佩尔什（Saint-Yrieix-la-Perche）。不过随着20世纪许多新居民迁入，自20世纪60年代以来，此处“x”的发音开始流行，今天发音者居多。

## 地理
夏朗德河畔圣伊里耶（45°40'31"N, 0°7'39"E）面积14.65 平方千米，位于法国新阿基坦大区夏朗德省，该省份为法国西部内陆省份，北起德塞夫勒省和维埃纳省，东临上维埃纳省，东南至多尔多涅省，南至多爾多涅省，西接滨海夏朗德省。
与夏朗德河畔圣伊里耶接壤的市镇（或旧市镇、城区）包括：昂古莱姆、巴尔扎克、弗莱阿克、贡-蓬图夫尔、万代勒。
夏朗德河畔圣伊里耶的时区为UTC+01:00、UTC+02:00（夏令时）。

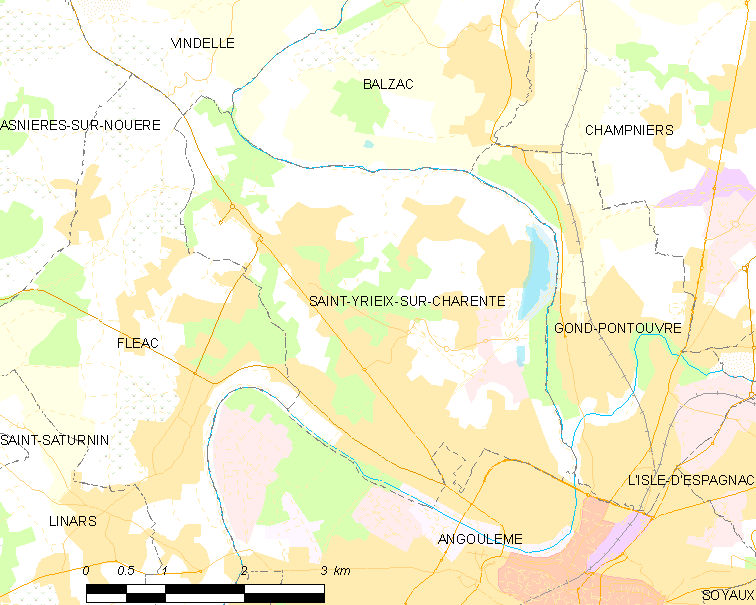
夏朗德河畔圣伊里耶的OSM定位图

## 行政
夏朗德河畔圣伊里耶的邮政编码为16710，INSEE市镇编码为16358。

## 政治
夏朗德河畔圣伊里耶所属的省级选区为贡-蓬图夫尔县。

## 人口

1962-2008年间夏朗德河畔圣伊里耶人口变化图示

夏朗德河畔圣伊里耶于2022年1月1日时的人口数量为7556人。